# Luigi Muraro
Luigi Muraro (Dueville, 21 agosto 1951) è un allenatore di calcio ed ex calciatore italiano, di ruolo portiere.

## Carriera
Inizia la sua carriera nel Rovereto, in Serie D, per poi passare al Catania nel 1972, dove è il secondo portiere per quattro stagioni. Nell'ottobre 1976 passa in prestito alla Reggiana per giocare con più continuità. A fine stagione torna a vestire la maglia degli etnei, conquistando una maglia da titolare per le successive due stagioni.
Nel 1979 viene ingaggiato dall'Ascoli, debuttando in Serie A il 2 marzo 1980 in Bologna-Ascoli (0-0). Veste la maglia dei bianconeri per otto campionati, sempre come secondo portiere, fino al ritiro nel 1987.
Complessivamente vanta 29 presenze in Serie A.

## Palmarès

### Competizioni nazionali
- Campionato italiano Serie C: 1

Catania: 1974-1975 (girone C)
- Campionato italiano di Serie B: 1

Ascoli: 1985-1986

### Competizioni internazionali
- Coppa Mitropa: 1

Ascoli: 1986-1987